# 木村秀興
木村 秀興（きむら ひでおき、1872年11月3日（明治5年10月3日）- 1941年（昭和16年）4月5日）は、大正から昭和前期の実業家・政治家。衆議院議員。

## 経歴
三重県員弁郡北大社村（稲部村大字北大社、東員村を経て現東員町大字北大社）で、豪農木村誓太郎の長男として生まれる。1897年（明治30年）東京帝国大学文科大学史学科を卒業。1919年（大正8年）家督を相続し、農業を営む。
員弁郡信用購買組合連合会長、三重県信用組合会会長、同県畜産組合連合会副会長、産業組合中央会三重支部理事、員弁郡農会会長などを務め、農事改良、農業振興に尽力した。実業界では、東海電線取締役、三重県農工銀行監査役、北勢電気鉄道（三岐鉄道北勢線）監査役などを務めた。
政界では、稲部村会議員、員弁郡教育会長などに在任。しばらく衆議院議員立候補の勧誘を固辞していたが、1928年（昭和3年）2月、第16回衆議院議員総選挙で三重県第1区から立憲民政党所属で出馬して初当選。1930年（昭和5年）2月の第17回総選挙（三重県第1区、立憲民政党公認）でも再選され、衆議院議員に2期在任した。

## 親族
- 四男 木村俊夫（衆議院議員）[6]